# Tygr jávský
Tygr jávský, též tygr džunglový javánský, tygr ostrovní nebo tygr sundský (Panthera tigris sondaica) je vyhynulý poddruh tygra (Panthera tigris), který žil pouze na ostrově Jáva. Zvíře bylo malých rozměrů, mělo jemnou, hustou, cihlově zbarvenou srst s černými pruhy. Na základě zkoumání DNA se zjistila blízká příbuznost s tygrem sumaterským a ještě výrazněji s tygrem balijským. Taxonomická revize provedená v roce 2017 vědci z Cat Specialist Group, což je odnož IUCN, považuje tygra balijského a sumaterského za pouhou regionální formu tygra jávského, a tedy neuznává tyto tři poddruhy oddělené. O chování tygra jávského nebylo získáno dostatečné množství informací. Asi nejpodrobnější zprávy zanechal nizozemský atlet a posléze i přírodovědec a ochránce indonéské divoké přírody Andries Hoogerwerf (1906–1977).
Vyhynutí tygra jávského způsobilo lovení místními lidmi a evropskými kolonisty, stejně tak jako mýcení původních lesů kvůli pěstování rýže, kávovníků, kaučuku a tekového dřeva. Také úbytek přirozené kořisti, kterou tvořili sambar ostrovní (Rusa timorensis) a prase divoké (Sus scrofa), snížil stavy těchto šelem. Navíc musel tygr o potravu a prostředí soupeřit s levhartem jávským (Panthera pardus melas). Všechny tyto faktory vedly k zániku poddruhu, jehož poslední věrohodná pozorování se datují do 70. let 20. století. Vyhynutí tygra jávského je v jihovýchodní Asii bráno nejen jako ztráta jednoho druhu, ale také jako symbol mizení divoké přírody.
V kultuře jávských obyvatel je tygr často uctívané zvíře se silnou symbolikou. Bývá obvykle považován za kladnou bytost chránící les a ovládající přírodní síly. Po celé jihovýchodní Asii se traduje, že má tygr lidskou duši, platí to zejména v pověrách o tygrodlacích. S poddruhem je také spojen obětní obřad Rampok macan. Své místo má i v populární kultuře, když se s motivem tygra natáčí nejenom reklamy, ale loutka tygra je jedna z mála zvířecích postav populárního loutkového divadla Wayang.

## Nomenklatura

### Etymologie
Na Jávě se tygrovi říká „macan”, což je však zavádějící, neboť „macan” je také běžný výraz pro levharta a všechny kočkovité šelmy obecně, jako je levhart Diardův (Neofelis diardi) – „macan dahan“, nebo lev (Panthera leo) – „macan garambis“. Tygři jsou v javánštině nazýváni třemi lidovými názvy: „macan loreng“, „macan gembong“ a „macan sruni“. V indonéštině se tygr nazývá „harimau”.

### Taxonomie

#### Tygr jávský vprehistorických dobách

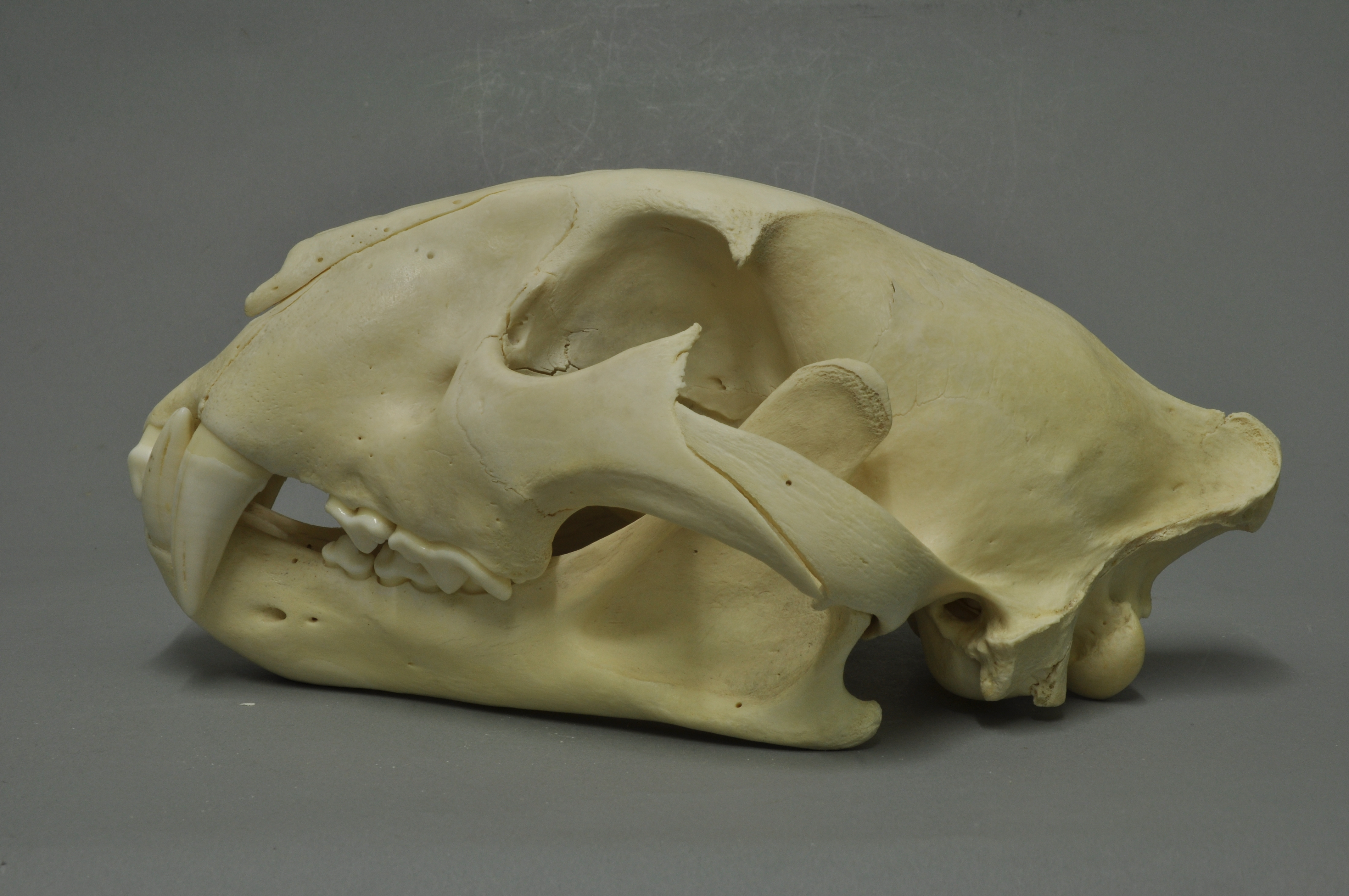
Lebka P. t. sondaica

Nejstarší fosilie tygrů nalezené na ostrově Jáva pocházejí z doby před zhruba 1 milionem let. Na Jávu se tygři dostali z kontinentální Asie. Vystřídalo se zde několik forem: Panthera tigris oxygnatha, Panthera tigris trinilensis a Panthera tigris soloensis. Výzkumy prováděné v roce 2004 pomocí analýzy tří molekulárních markerů ze 134 různých vzorků byly použity k odhadu, že poslední společný předek všech poddruhů tygra žil před 72 000 – 108 000 lety, což je relativně pozdě ve srovnání s ostatními kočkovitými šelmami z rodu Panthera. Novější molekulárně-fylogenetická data však svědčí pro ještě pozdější rozrůznění recentních tygřích poddruhů (až 20 000 let). Pozůstatky připomínající moderního tygra jávského se na Jávě objevují před asi 80 000 lety. Fosilie tygrů jsou četnější v mezolitu (před 10 000 – 5 000 lety), kdy byl ostrov přístupný z pevniny. Dle Petera Boomgaarda počet tygrů poklesl v neolitu (před 5 000 – 3 000 lety), zřejmě kvůli vyššímu zalesnění a možná i zvýšené lidské aktivitě.

#### Popis poddruhu
První popis tygra zveřejnil Carl Linné roku 1758 ve svém díle Systema Naturae. Poddruh tygr jávský popsal Coenraad Jacob Temminck v roce 1844 spolu s poddruhem tygr ussurijský (Panthera tigris altaica) a rozlišil je jen na základě délky kožešiny. Jednotlivé poddruhy tygra byly původně popisovány podle velikosti těla, morfologie lebky a barvy a vzorů srsti, avšak první popisy tygra jávského byly založeny na velmi malém počtu jedinců. Současná kategorizace tygrů do 9 tradičních poddruhů stále vyvolává otázky a pochybnosti. Někteří biologové (Mazák, Groves) považují tygra jávského za samostatný druh Panthera sondaica. Na základě zkoumání DNA se zjistila blízká příbuznost s tygrem sumaterským a ještě výrazněji s tygrem balijským. Taxonomická revize provedená v roce 2017 vědci z Cat Specialist Group, což je odnož IUCN, považuje tygra balijského a sumaterského za pouhou regionální formu tygra jávského, a tedy neuznává tyto tři poddruhy oddělené.

## Výskyt
Tygr jávský byl jedním ze tří poddruhů tygra, který se vyskytoval pouze na jednom ostrově a to na Jávě. Pro velké predátory, jako byli tygři, však muselo být obtížné žít v této oblasti, protože jsou zde hojné deště, biomasa je malá a ostrov se nachází na okraji území velkých jelenovitých kopytníků. Dle pozorování v národním parku Ujung Kulon dávali tygři jávští přednost životu podél hustě zalesněných oblastí mezi pobřežím a kopcovitým terénem dále ve vnitrozemí.

## Popis

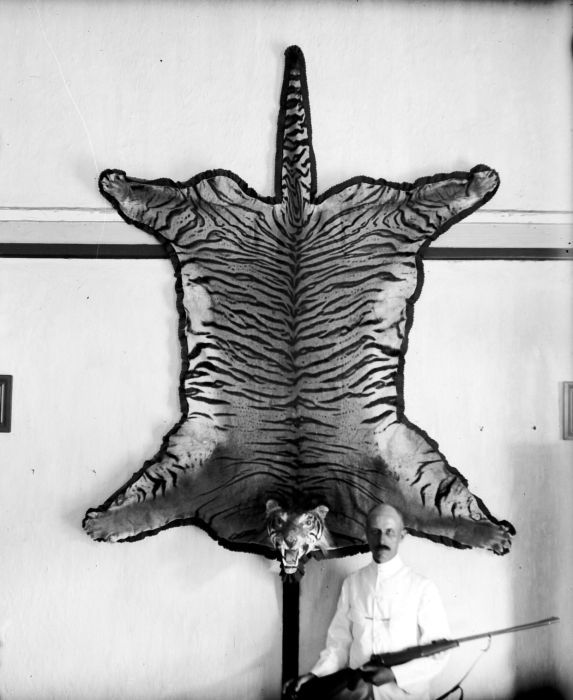
Kůže

Tygr jávský měřil zhruba 2,3–2,7 m, samci byli obvykle poněkud delší než samice. Hmotnost se odhadovala od 100 do 141 (resp. 142) kg u samců a 75–115 kg u samic. Konstitucí byl menší než jeho příbuzní z kontinentu, dosahoval zhruba týchž rozměrů a hmotnosti jako tygr sumaterský (Panthera tigris sumatrae), ale byl větší než vyhynulý tygr balijský (Panthera tigris balica). Stopu měl mohutnější než příbuzný tygr indický (Panthera tigris tigris), její průměr dosahoval 12–20 cm. Pruhy byly tmavé a uspořádané blízko sebe. Základní barva srsti byla tmavě oranžová až cihlová, zřetelně tmavší než u tygra sumaterského, ale většinou poněkud světlejší než u tygra balijského. Dalším výrazným znakem oproti jiným poddruhům byly dlouhé hmatové vousy. Hlava měla protáhlý a úzký tvar, s výraznou týlní kostí. U samců lebka měřila 30,6–34,9 cm, u samic pak 27,0–29,2 cm. Tygři jávští se vyznačovali masivními trháky, neúměrně velkými k celkové velikosti lebky.
Malá velikost tygra jávského oproti dalším druhům tygrů byla pravděpodobně dána takzvaným Bergmannovým pravidlem, tvrdícím, že teplokrevní jedinci žijící v teplých oblastech většinou dosahují menšího vzrůstu než jejich příbuzní z chladnějších regionů. Svou roli zřejmě hrála i velikost kořisti. Na rozdíl od velkých kopytníků kontinentální Asie se na ostrově Jáva nacházejí pouze menší druhy, což možná zapříčinilo i menší velikost tygra.

## Chování
Tygři jávští byli aktivní převážně v noci. Často dokázali za tmy ujít vzdálenosti i mnoha kilometrů. V pobřežních oblastech se s oblibou pohybovali po písečných plážích, kde se nalezlo množství stop. Jako ostatní tygři i tito měli rádi vodu a řídké bahno, rádi se koupali a chladili v jezerech či řekách. Chybějí nicméně přímé důkazy, že by plavali přes mořské úžiny na ostrovy při pobřeží Jávy.

### Potrava

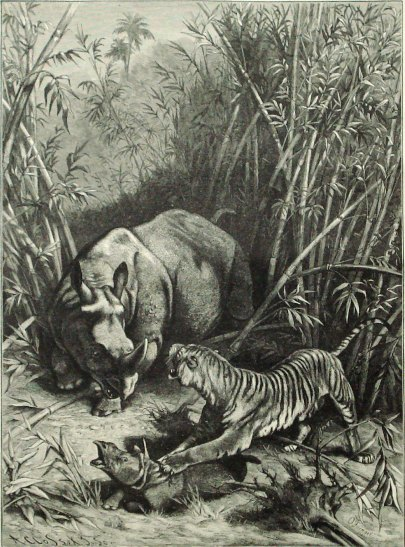
Tygr jávský útočí na mládě nosorožce. Dřevoryt z roku 1892

Tygr jávský lovil především sambary ostrovní (Rusa timorensis) a prasata divoká (Sus scrofa), kteří tvořili hlavní složku jeho potravy. Živil se také bantengy (Bos javanicus), muntžaky sundskými (Muntiacus muntjak) a kančily jávskými (Trugalus javanicus). Někdy lovil vodní ptáky a plazy. Dle zbytků potravy v nalezené stolici bylo zjištěno, že se živil i menší kořistí, například opicemi, dikobrazy a oviječi druhu Arctogalidia trivirgata. Nedá se vyloučit, že napadal i malé nosorožce jávské (Rhinoceros sondaicus), čemuž však nasvědčují pouze nepřímé indicie (srovnání s kontinentálními tygry, kresby, neověřená svědectví). Tygři útočili převážně ze zálohy. Pokud byli svou kořistí spatřeni, obvykle neplýtvali silami při marném pronásledování či neriskovali přímý střet s nebezpečnými zvířaty. Správce rezervace Ujung Kulon Andries Hoogerwerf se stal v říjnu 1938 svědkem události, kdy po pasece jdoucí tygřice byla spatřena pasoucími se jeleny a bantengy. Když se šelma dostala na vzdálenost asi 100 metrů, jeleni se semkli a upřeně ji pozorovali, zatímco bantengové utvořili půlkruh, a s mláďaty chráněnými kravami a býky pomalu postupovali směrem k ní. Tygřice se nejprve pokoušela skrývat a mířila k jelenům, ale když viděla, že je prozrazena, odkráčela pryč míjejíc přitom bantengy na velmi malou vzdálenost. V lednu 1939 Hoogerwerf pozoroval tygřího samce a býka bantenga, kteří se potkali na malé mýtině, a aniž by měli snahu jeden druhého napadnout, tygr v poklidu zmizel v lese.

### Teritorialita a rozmnožování
O jejich rozmnožování a dalších detailech ze života bylo zjištěno jen málo informací. Tygři jávští neprojevovali tak často svou přítomnost řevem, jako například tygři indičtí. Pokud už řvali, bylo to obvykle v noci, pozdě odpoledne nebo navečer. Rozsah jejich teritorií byl pouze odhadnut na základě stop a biomasy předpokládané kořisti v uvedené oblasti. Má se za to, že na jedno zvíře mohlo připadat 75–170 km². Teritoria se pravděpodobně prolínala, mezi jedinci zřejmě panovala jistá míra tolerance. Značkování území prováděli tygři drásáním kůry stromů, hrabáním hlíny, močením a exkrementy, které nikdy nezahrabávali.
Pářící rituál těchto šelem nebyl spatřen. Zdá se však, že tygr jávský nebyl polygamní, jako například lvi, nicméně samice se se samci setkávaly pouze v období říje. Doba březosti se uvádí na 100–106 dní. Počet mláďat byl spíše menší, zaznamenané maximum je 4, ale nejčastější pozorování hovoří o 1–2.

## Vyhynutí

### 18.–19. století

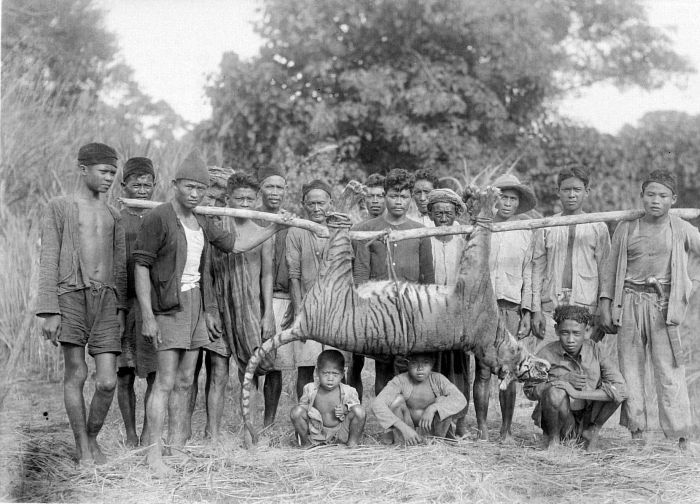
Skupina obyvatel dnešní indonéské provincie Banten (Jáva) pózuje se zabitým tygrem, 1941

Ještě koncem 18. století byli tygři rozšíření téměř po celém ostrově. Ekologické niky tygra a člověka se značně překrývaly, protože se oba soustředili na okraje lesů. Zhruba v polovině 19. století začaly být jávské lesy masivně odlesňovány pro rozšiřování plantáží, přičemž tato činnost byla spojená s migrací tisíců dělníků ze Střední Jávy a Madury. Vlivem lidské činnosti se počet tygrů začal ztenčovat, šelmy navíc postupně přicházely o svůj domov a útočily na lidi i hospodářská zvířata. Tygr se tak v očích veřejnosti stal spíše bezohledným zabijákem než mytickým zvířetem. Výzkumník Peter Boomgaard analyzoval asi třicet příběhů o útocích tygrů na lidi z let 1633 až 1687 a dalších čtyřicet mezi roky 1812 a 1869. Ukázalo se, že některé z nich byly vymyšlené nebo přikrášlené, nicméně vyšlo najevo, že oběťmi se stávali hlavně muži pracující venku, jako poštovní doručovatelé nebo kuliové.
Tygr začal být považován za velkou hrozbu. Někteří z rolníků odmítali chodit na plantáže cukrové třtiny, kaučukovníku, tabáku nebo kávy ze strachu z napadení. Cílem ataků se stal i dobytek. Obyvatelé tak ve strachu z tygrů ohrazovali své vesnice, nebo je dokonce opouštěli. Útoky dosahovaly nejvyšší intenzity v průběhu a na konci monzunů. Podle Petera Boomgaarda však musí být shromážděné zprávy o něco zmírněny, protože přítomnost tygra také mohla představovat zástupný důvod, který měl vysvětlit zmizení hospodářských zvířat nebo přesídlení populací. Stejně tak místní lidé mohli použít záminku o existenci tygra k zastavení práce na plantážích. Bylo také běžné, že výraz „les zamořený tygry“ spíše představoval epiteton pro označení neosídlené a neprobádané divoké lesní oblasti. Nicméně již v roce 1822 zdejší vláda poprvé využila profesionální lovce tygrů a odhaduje se, že mezi roky 1830 až 1860 bylo na Jávě každoročně zabito celkem 1250 tygrů a levhartů. Naopak i tygři zapříčinili desítky lidských obětí.

### Odlesňování alov ve 20.století
Na počátku 20. století žilo na ostrově Jáva 28 milionů lidí a roční produkce rýže se stala nedostatečnou. Plocha obdělávané půdy se proto zvýšila. V letech 1938–1975 se lesní porost zmenšil z 23 % na 8 %, zatímco počet obyvatel vzrostl ze 46 na 85 milionů. Na začátku dvacátého století došlo téměř po celém ostrově k vysazování lesů teky obrovské (Tectona grandis) a kaučukovníku (Hevea brasiliensis). Vedle nich se zde pěstovaly také kávovníky. Dalším problémem byl neustávající lov jak ze strany domorodců, tak koloniálních – převážně nizozemských – lovců. Evropané považovali zabíjení velkých šelem za sport a leckdy v něm mezi sebou pořádali i soutěže. Například A. J. M. Ledeboer se rozhodl, že překoná lovce Hofmana, který na Sumatře zabil přes 100 tygrů. Vytvořil si na Jávě za tímto účelem celou síť informátorů, kteří mu podávali zprávy, kdy a kde je příhodné tygry střílet. Začal v roce 1910 a o 23 let později „rekord“ překonal, což mu ovšem nebránilo zabíjet šelmy i nadále, a to až do začátku druhé světové války. Místní obyvatelé při lovu používali nejčastěji metodu otrávených návnad či pastí nebo instalaci pušek na samospoušť. Intenzivnějšímu lovu bránila snad jedině skutečnost, že tygr byl mnohými stále vnímán jako mytická bytost, kterou je možno zabíjet jen omezeně. Vlivem lovu však okolo roku 1940 tygři zmizeli z velké části ostrova. Jejich populace se tehdy odhadovala na 200–300 jedinců.
V roce 1960 postihla epidemie sambary ostrovní a divoká prasata byla hromadně trávena, čímž tygr přišel o nejdůležitější zdroje potravy. Nedostatek přízemní vegetace vedl k rozšíření primátů a dalšímu snížení stavů divokých prasat a velkých kopytníků. Kvůli kořisti se navíc tygr jávský ocitl v kompetičním vztahu s levhartem jávským. V 60. letech došlo v Indonésii k občanským nepokojům a ozbrojené skupiny, které hledaly útočiště také v přírodních rezervacích, zabily množství tygrů. Na vzniklou situaci zareagovaly i úřady. Lov postupně získal různá omezení, až byl v roce 1965 zakázán úplně (a to i na Bali). V roce 1970 si nicméně A. Hoogerwerf posteskl: „Dá se pochybovat o tom, zda zákaz střílení tygrů na Jávě a Bali vyhlášený v červenci 1965 bude mít nějaký příznivý efekt. Je prakticky jisté, že mimo území rezervací neexistuje pro tygra na Jávě místo a je naprosto nezbytné, aby byla ochrana zavedená uvnitř těchto útočišť přísně vynucována.“

### Poslední pozorování vNárodním parku Meru Betiri

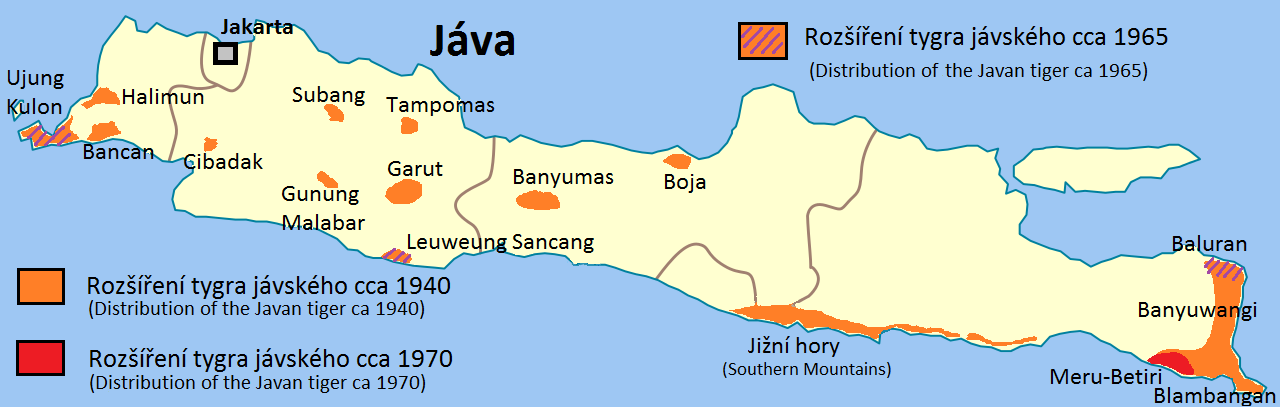
Poslední místa pozorování tygra jávského

Do poloviny 60. let dvacátého století přežíval tygr jávský ve třech chráněných oblastech: v Národním parku Ujung Kulon, v Národním parku Baluran a přírodní rezervaci Leuweung Sancang. Od druhé poloviny 60. let, kdy ostrovem otřásly velké občanské nepokoje, však další pozorování z těchto regionů nebyla hlášena a tygr zde zřejmě vyhynul. Na konci 60. let se začaly čím dál častěji objevovat zprávy o existenci tygrů v oblasti hory Gunung Betiri na jihovýchodním pobřeží Jávy. Přítomnost tygrů byla potvrzena roku 1971, do průzkumu regionu se zapojil i Hoogerwerf. Přilehlé území o rozloze 500 km2 bylo následující rok vyhlášeno přírodní rezervací Meru Betiri, zdejší stanoviště však nebylo ideální. Klíčový biotop tygrů, včetně záplavových oblastí dolních lužních řek, byl přeměněn na plantáže. Potenciální kořist představovalo pouze několik bantengů, zatímco sambarové, hlavní součást potravy tygrů, scházeli. Divoká prasata sice byla široce rozšířena, ale s nízkou hustotou populace. Roku 1976 byly nalezeny stopy 3–5 tygrů na východní straně oblasti, avšak množství kořisti v rezervaci potřebám tygrů nedostačovalo a v této oblasti byl také tygr pozorován naposledy. Rozšíření rezervace na národní park roku 1982 a odstranění rušivých lidských činností nastalo příliš pozdě.

### Poslední snahy ozmapování tygra

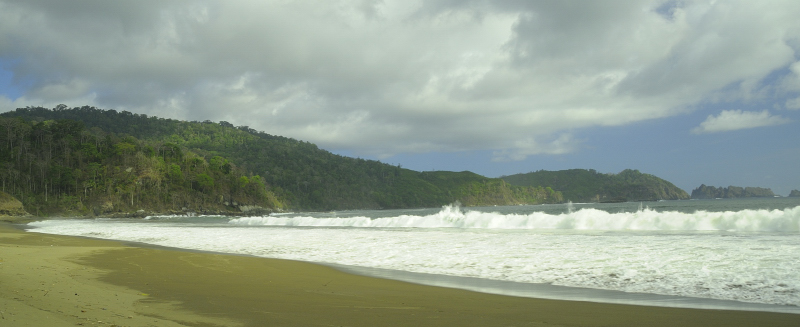
NP Meru Betiri

V roce 1979 byla pozorování tygrů hlášena z regionu okolo sopky Slamet, na hranici Západní a Střední Jávy. Na západě Jávy v rezervaci Halimun, která je dnes součástí Národního parku Mount Halimun Salak, došlo roku 1984 zřejmě k zabití jednoho exempláře a o několik let později zde byly objeveny i stopy přisuzované tygrům. Následující expedice šesti biologů vyslaná do této lokality roku 1990 ovšem nepřinesla žádné přímé důkazy o přežívání dalšího zástupce.
V roce 1987 provedlo třicet studentů ze zemědělského institutu v Bogoru výpravu do tehdy již Národního parku Meru Betiri. Rozděleni do skupinek propátrávali celou oblast a podařilo se jim objevit známky přítomnosti tygrů (výkaly, škrábance a stopy). Další tým studentů, vyslaný do oblasti roku 1990, objevil pouze možné stopy. Při pátrání na podzim roku 1992 v NP Meru Betiri ve spolupráci s WWF Indonésie nasadili biologové fotopasti. Od března 1993 byly po dobu jednoho roku rozmístěny na 19 místech, avšak tygra nevyfotily ani jednou. Neobjevila se ani žádná indicie naznačující jeho přítomnost. Po skončení expedice tak byl tygr jávský prohlášen za vyhynulého. Mezinárodní svaz ochrany přírody (IUCN) klasifikuje tygra jávského jako vyhynulého od roku 2003.

## Chov vzajetí a muzejní kusy
Přírodní rezervace a parky tygra nezachránily. K zachování druhu se nabízela ještě možnost rozmnožit jedince chované v zajetí. Tygři jávští žili v evropských zoo v Rotterdamu, Berlíně a zřejmě i v Budapešti (zde ale pravděpodobně šlo o tygry sumaterské) a dále byli chováni také v indonéských zoo. Během druhé světové války však došlo ke zrušení indonéských zoologických zahrad a jejich tygři zmizeli neznámo kam. Po válce se v rámci obnov zoologických zahrad do sbírek místo tygrů jávských, jež bylo obtížné pro jejich malou početnost získat, odchytili tygři sumaterští. Ani v Evropě nedošlo k žádným pokusům o vytvoření životaschopné populace v zajetí. V nizozemském Centru biodiverzity Naturalis se nacházejí dvě tygří kůže (jedna přivezena ze západní části Jávy Heinrichem Kuhlem, Johanem Christiaanem van Hasseltem a Gerritem van Raaltenem, druhá pochází z uhynulého jedince v ZOO Rotterdam) a vedle toho navíc ještě deset lebek. Německé Wiesbaden Museum má jednu kůži z roku 1825.

## Údajná nedávná pozorování
Po požárech, které se přehnaly Jávou mezi lety 1997–1998, bylo hlášeno několik neoficiálních důkazů potvrzujících existenci tygra, jako jsou škrábance na stromech, otisky tlap anebo trus. Tyto známky existence však nakonec odborníci přisoudili jiné kočkovité šelmě, a sice levhartovi, jenž se na tomto ostrově také vyskytuje a je také kriticky ohrožen. O deset let později, během listopadu 2008, byla v centrální oblasti Jávy nalezena mrtvá žena, jež údajně zemřela při útoku tygra. I vesničané, kteří tělo objevili, tvrdili, že pozorovali tygra v okolí.
Po erupci sopky Merapi v říjnu 2010 dva indonéští vesničané sdělili, že nalezli otisk tygří tlapy v popelu. Pracovníci nedalekého národního parku se však nedomnívali, že by tyto stopy patřily tygrovi. Roku 2012 prohlásil biolog Didik Raharyono serveru The Jakarta Post, že je přesvědčen o existenci tygra na Jávě na základě svého 14letého pátrání po něm. Poslední důkaz prý představoval kousek kůže o rozměrech 5×6 centimetrů pocházející údajně z tygra.
Následující rok (2013) byly v Národním parku Bromo Tengger Semeru u jezera Ranu Tompe objeveny stopy drápů na stromech, jež jsou na základě jejich velikosti přisuzované tygrům. Mnoho obyvatel navíc tvrdilo, že pozorovali v okolí pruhované zvíře.
V srpnu roku 2017 byl v jávském národním parku Ujung Kulon pořízen záznam údajně tygra jávského, odbornice na tygry Wulan Pusparini z organizace Wildlife Conservation Society však sdělila, že se s největší pravděpodobností jedná o levharta jávského. Wulan Pusparini zároveň uvedla, že by si spíše přála, aby veřejnost věnovala úsilí ochraně přírody v Indonésii, než hledala zvíře, které zřejmě vyhynulo před desítkami let. V případě některých pozorování je možné, že došlo k úmyslnému nezákonnému vysazení jiného poddruhu. Nicméně prostředí ostrova, který je dnes silně ovlivněn lidskou činností, již nenabízí biotop nezbytný pro udržení trvalé populace tygrů. Další spekulace o přežívání tygrů na západě Jávy nicméně podnítila pozorování z roku 2019 a související genetická analýza získaného vzorku srsti publikovaná roku 2024. Podle ní vzorek pocházel z tygra jávského, nikoli z jiného tygřího poddruhu. Autoři analýzy však upozorňují, že přežívání tygrů ve volné přírodě musí být potvrzeno dalšími genetickými a terénními studiemi.

## Tygr jávský vmytologii a kultuře

### Lidská duše
V jihovýchodní Asii jsou tygři a lidé obvykle považováni za potomky společného předka. Podle tradice má tygr „duši člověka”. Dle jávské bajky byli lidé i tygři zpočátku vegetariáni a žili společně jako rovný s rovným. Tygři pojídali listy rostliny Paederia foetida a plody durianu (Durio zibethinus). Jednou si člověk při přípravě jídla uřízl prst, který tygr spolu s potravou spolkl. Maso mu zachutnalo a stalo se z něj divoké zvíře.

### Tygr jako král lesa

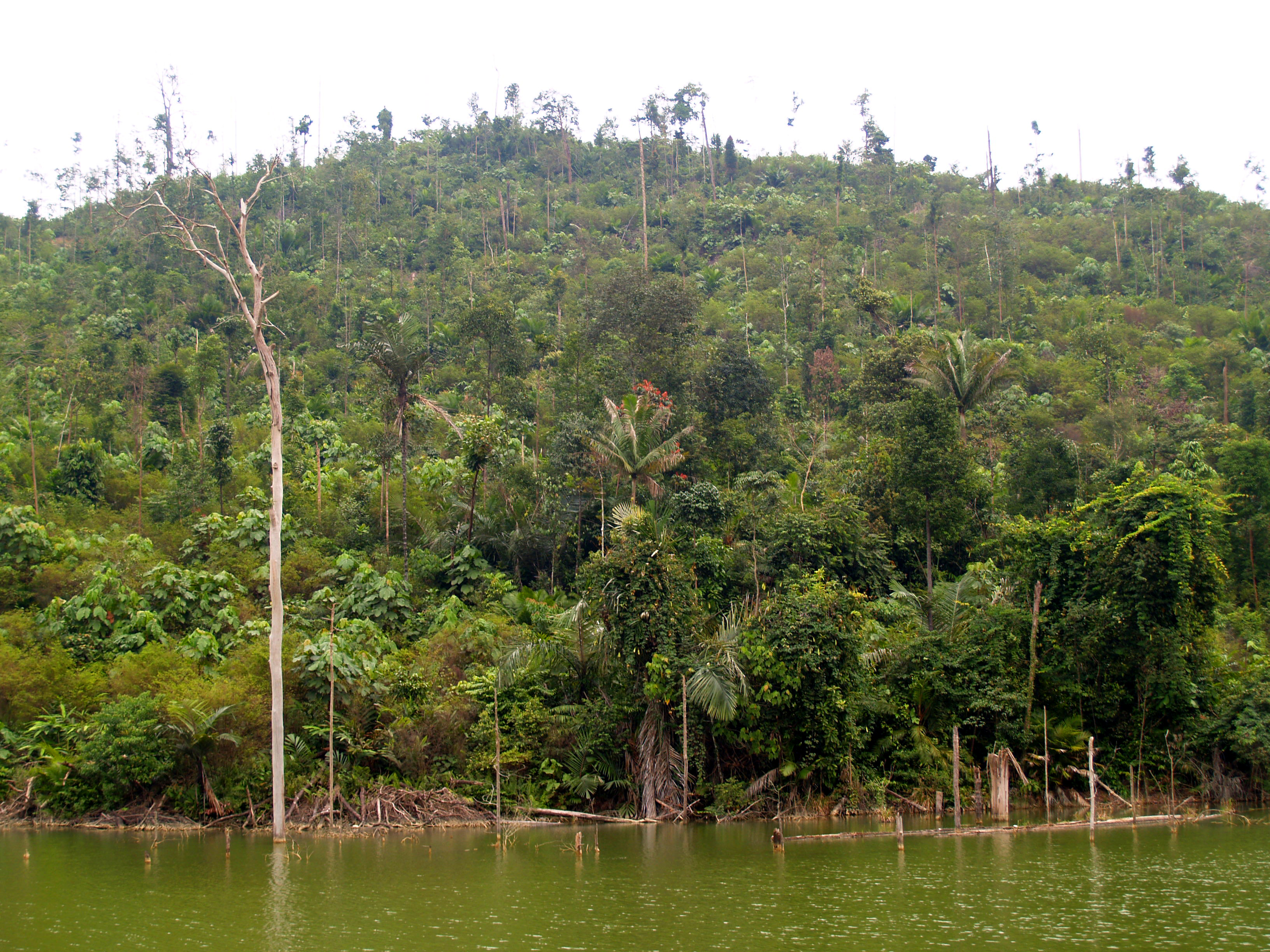
Řeka a džungle v Bogoru na východní Jávě

Magické síly připisované tygrovi jsou úzce spjaty s vnímáním pralesa v jávské kultuře jako nebezpečného a tajemného místa plného zlovolné magie. Džungle je opakem civilizace. Bajka říká, že tygr džungli chrání tak, že z ní plaší lidi a ta mu na oplátku poskytuje útočiště. Pokud tygr stráví čtyřicet dní v jeskyni meditací a půstem, získá magickou moc, kesaktian, která mu umožňuje stát se v džungli neviditelným. Pro tygra je tabu, aby byl viděn člověkem. Jestliže ho člověk spatří, musí se tygr za trest postit ještě dalších čtyřicet dní, aby se jeho magické schopnosti obnovily.
Podle jávských tradic musí člověk, chce-li být v džungli v bezpečí, ukázat k tygrovi respekt připomenutím, že oba jsou synové Adama a poté se pomodlí. Tygr kvůli společnému původu s člověkem rozumí lidské řeči a slovo macan může v pralese upoutat jeho pozornost. Proto je nazýván opisně: nenek („děd”), datuk („otec”), guda („tajemný”) a kiai nebo kiaine (magická bytost nebo objekt). Tato slova odkazují na společného předka tygra a člověka a na spojení tygra s magií džungle.

### Zvířecí duchové

#### Strážní duchovédhanyang
Strážní duchové dhanyang podle pověsti ochraňují místa, kde se vyskytují. Může například jít o vesnici nebo kus pralesa. Zároveň také zajišťují plodnost půdy. Jsou to obyvatelé stromů a skal, občas bývají zaměňováni s duchy předků. Dhanyangové se často zjevují jako tygři, ale v pralese okolo oblasti Beluran na sebe berou podobu obrovské černé šelmy, která po sobě zanechává tygří stopy.
V tradiční jávské kultuře byli předci–zakladatelé vesnic nadáni magickými schopnostmi, díky kterým mohli komunikovat s tygry. Dle legendy z Lumajangu proměnil zakladatel vesnice jednu osobu v tygra, aby mu pomáhala čistit džungli. Z potomků tohoto tvora se stali tygrodlaci. Dalším mužským potomkům z této linie pak museli po smrti usekat prsty, aby nedošlo k další proměně. Podobně v Maduře, ostrově při východním pobřeží Jávy, se duše předka může reinkarnovat do podoby kouzelného tygra. Duchové dhanyang chrání vše, co má něco společného s předky–zakladateli, včetně jejich hrobů.

#### Šamanismus a reinkarnace

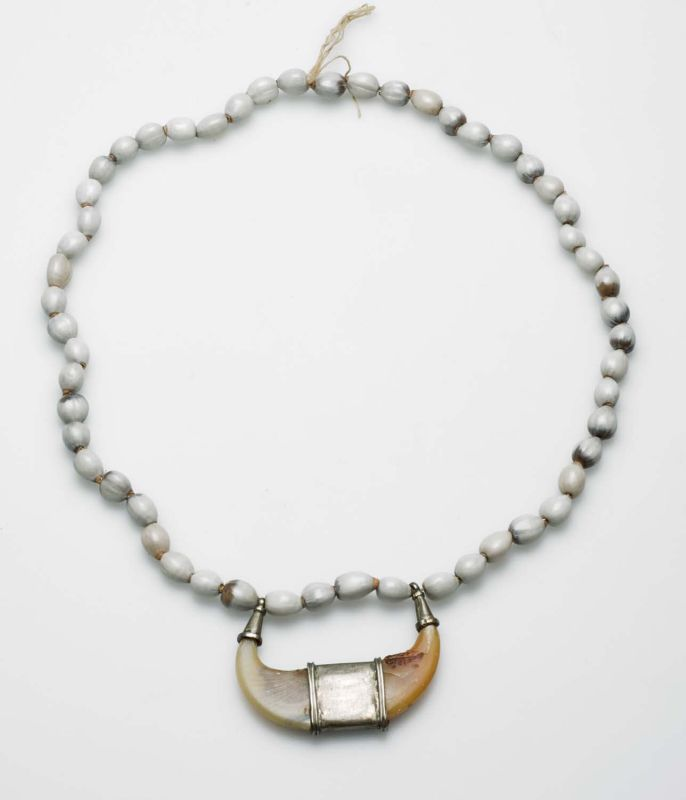
Náhrdelník ze semeníků slzovky obecné s přívěškem ze dvou tygřích drápů, sloužící pravděpodobně jako amulet

Tygr je také strážcem šamanů, kteří se podle tradic mohou obracet na předky, strážné duchy a umí komunikovat s lesem. Šamany obvykle doprovázeli tygří společníci, kteří byli fyzickou manifestací šamanovy spirituální síly a často také inkarnací jeho ducha či magie jeho předků. Tento šamanův přítel mohl dle jávských tradic chodit po dvou nohách a někdy ho vozil na hřbetě. Byl prý přivoláván pálením vonných směsí.
Jinou podobou tygřího ducha může představovat také reinkarnace do osoby, která zemřela nepřirozenou smrtí nebo byla popravena. Tito duchové jsou obvykle mírumilovní a pomáhají svým potomkům. Podle jávské tradice se z oběti stává duch po čtyřiceti dnech. Mezi prvním a sedmým dnem se duše mění v ducha, který na sebe poté bere podobu tygra. V Situbondu se věří, že tygřího ducha lze vyvolat pálením vonné směsi, předložením obětiny a vhozením oblázku do ohně. Takovíto tygří duchové se nazývají macan onjangan. Chrání domov a prý je spatří pouze člověk s nedobrými úmysly.

### Léčivé schopnosti

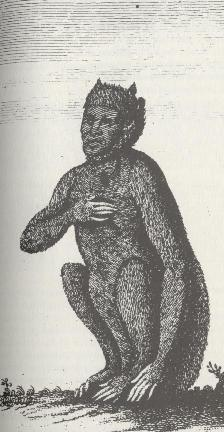
Kresba tygrodlaka z roku 1763

Tělo a duše tygra mají dle pověr ze západní Jávy léčivé schopnosti. Právě lidská duše propůjčuje tygrovi léčivé vlastnosti, které lze vyvolat například meditací. Ve starší lékařské literatuře je možné nalézt mnoho různých návodů, jak využít části tygřího těla k léčení. Zuby tygrů chrání před černou magií. Vousy jsou otrávené a člověk, který je nosí u sebe, působí nelítostně a nebezpečně. Na východní Jávě se věřilo, že má tygr v těle kost ve tvaru hvězdy nazývanou sengkel, ve které je umístěna veškerá jeho síla. Nachází se prý v levém rameni a zmizí hodinu po smrti tygra. Jestliže ji má někdo u sebe jako amulet, získá nadlidské schopnosti.

### Tygrodlaci
Tygrodlak, známý pod názvem macan gadhungan, je mytická bytost rozšířená v Kediri a na východní Jávě obecně. Je považován za zlou bytost a nesmí být zaměňován s hodnými tygřími duchy a tygřími společníky šamanů. Obvykle je považován za reinkarnaci aristokrata, který zemřel ve vyhnanství v džungli v oblasti Lodoyo. Přeměna na tygra představuje umění přenášené z generace na generaci prostřednictvím mantry. První tygrodlak se podle místních legend objevil v Lodoyo v době, kdy vládl král Djojoboyo.
Tygrodlaka lze rozpoznat díky tomu, že nemá paty a vertikální rýhu nad horním rtem. Během přeměny se z lidské hlavy stává tygří ocas. V lidské podobě tygrodlaci pojídají potravu jenom zřídka. Nedokáží shromažďovat bohatství, ale mají velmi dlouhý život. Tygrodlak je velmi populární postavou v literatuře a umění jihovýchodní Asie. Ještě na konci 20. století, když se někde objevily zprávy o údajném pozorování tygra, rozšířily se zároveň i legendy o tygrodlacích.

## Jávské tradice

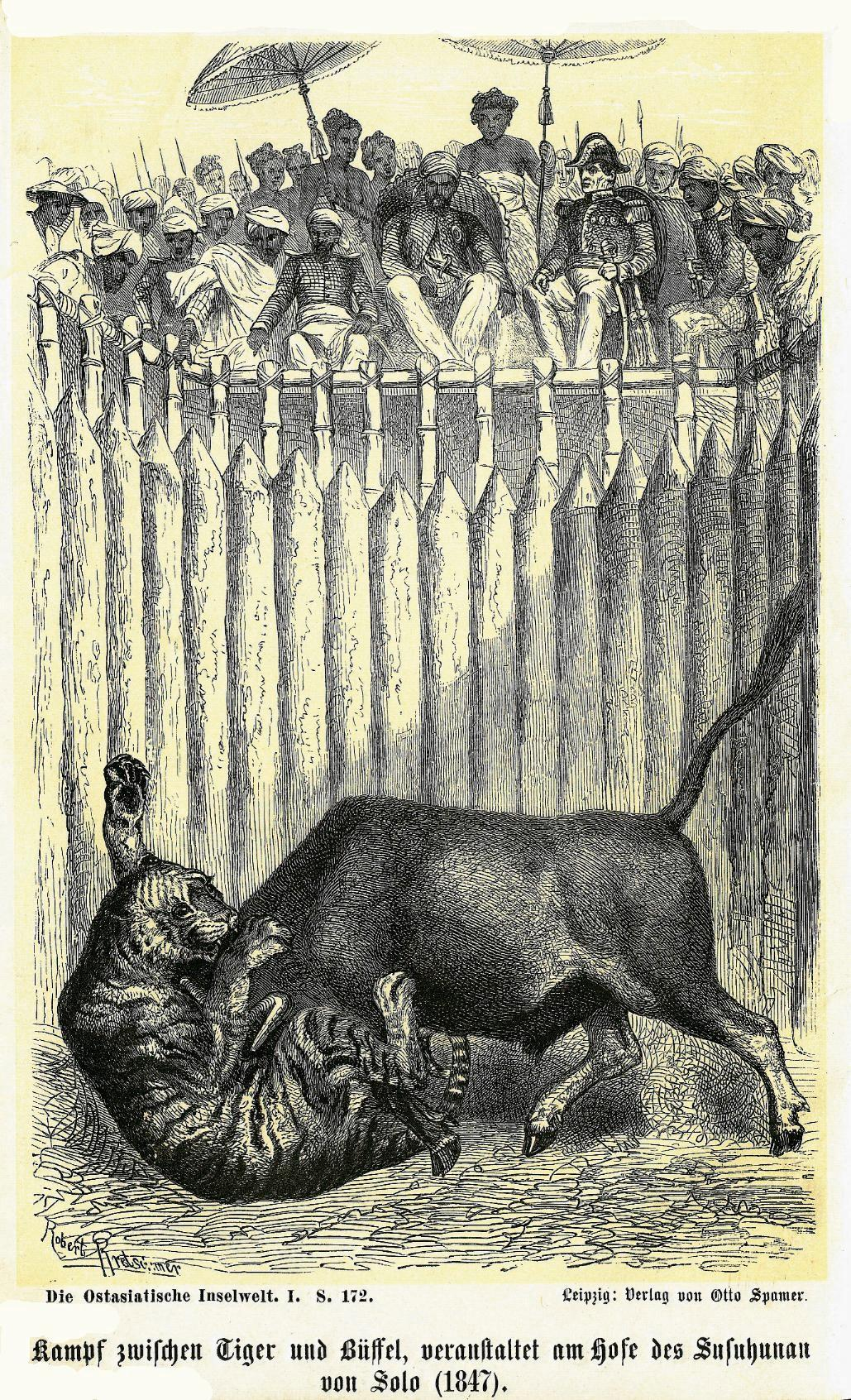
Zápas tygra s buvolem v roce 1847 zachycený na kresbě

### Ordál
Až do konce osmnáctého století byli tygři používáni na trestání provinilců. Šlo o formu ordálu, který vždy nemusel končit smrtí odsouzených. Například v Kratonu byli dva muži obvinění z vniknutí do královského paláce zavřeni do klece s třemi tygry. Přestože na svou obranu mohli použít pouze hole, střet se šelmami přežili a byli vypovězeni do exilu.

### Rampok macan

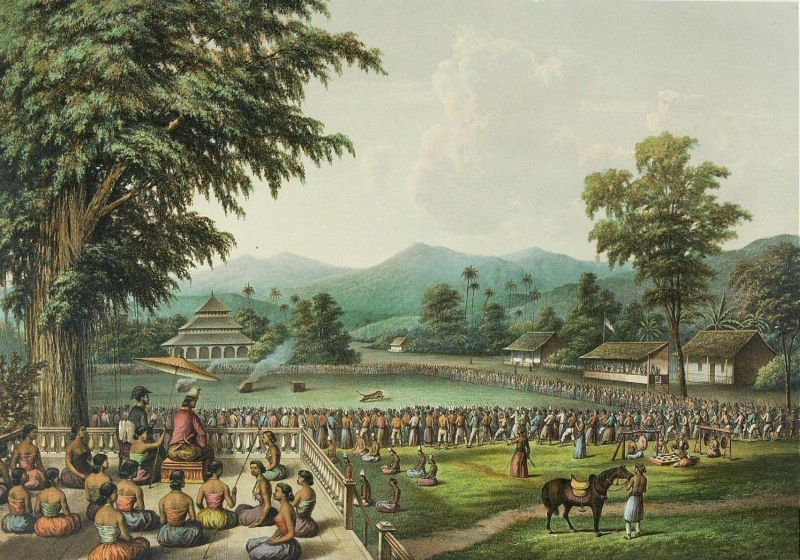
Rampok macan na litografii z roku 1876

Rampok macan je starý jávský obřad prováděný na tamních královských dvorech od 17. do 20. století. Obřad se skládal ze dvou částí. V první části, sima-maesa, tygři bojovali v klecích s vodními buvoly. Ve druhé části, rampogan-sima, bylo několik tygrů umístěno do kruhu mužů ozbrojených kopími, kteří měli tygry zabít při jejich pokusech o útěk. Rituál se během staletí postupně vyvíjel. Ztratil na posvátnosti a mezi 18. a polovinou 19. století se z něj stala již spíše lidová zábava a show pro návštěvníky z Evropy. Kočkovité šelmy, chycené před obřadem, byly drženy v zajetí až do skončení obřadu. Šlo převážně o tygry jávské nebo levharty jávské, kteří nahradili časem stále vzácnější tygry. V roce 1846 navštívil britský přírodovědec Joseph B. Jukes palác místního sultána v Bankalangu (Madura) a stal se svědkem zápasu tygra a buvola. V knize vydané o rok později to popsal takto:
„Na dvoře stála velká čtvercová klec zčásti zastřešená. Na jedné straně bylo pódium pro vyvolené diváky, zatímco obyčejní lidé se mačkali okolo. Na tygra byl žalostný pohled. Ačkoliv šlo o velké a kdysi zřejmě silné zvíře, nyní vypadalo nemocné, vyhládlé a zestárlé. Jednalo se o dobře známého jedince, který dříve zabil sedm lidí. Chycen byl před více než dvaceti dny a nedostal od té doby najíst. Tygr ležel přikrčený v rohu klece a nejevil zájem se pohnout, zatímco samec velkého vodního buvola stál naproti a bezstarostně ho pozoroval. Ačkoliv tygra dráždili pochodněmi a horkou vodou, staré nebohé zvíře jenom řvalo a snažilo se odplazit pryč. Když býk uviděl jeho pohyb, zasupěl a zaútočil na něj. Přitlačil ho hlavou na stěnu klece, nabral na rohy a vyhodil jednou nebo dvakrát do vzduchu. Bezvládný tygr dopadl na záda a býk ho nechal být. Celkově to bylo nejen kruté ale i hloupé, nezajímavé a nechutné představení.“

Tento rituál vnímali lidé jako boj společnosti se zlem, které znázorňovali tygři. Podrobnější výklad Rampok macanu ukazuje, že šlo spíše o znázornění vítězného boje jávských panovníků, symbolizovaných buvolem, s chaosem, který představoval tygr, nebo o symbolické očištění království od chaosu. V 19. století se stal Rampok macan ukázkou moci a bohatství vládnoucí třídy a symbolickou ukázkou politického boje mezi Sjednocenou východoindickou společností (tygr) a jávskými autoritami (buvol).

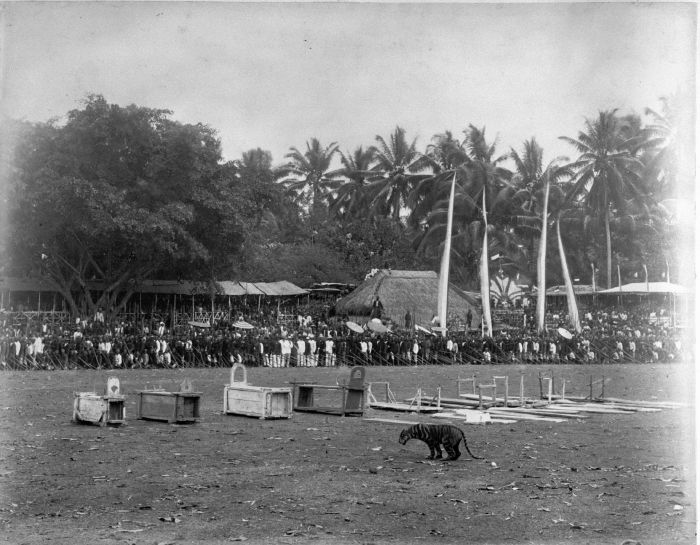
Tygři před obřadem v klecích
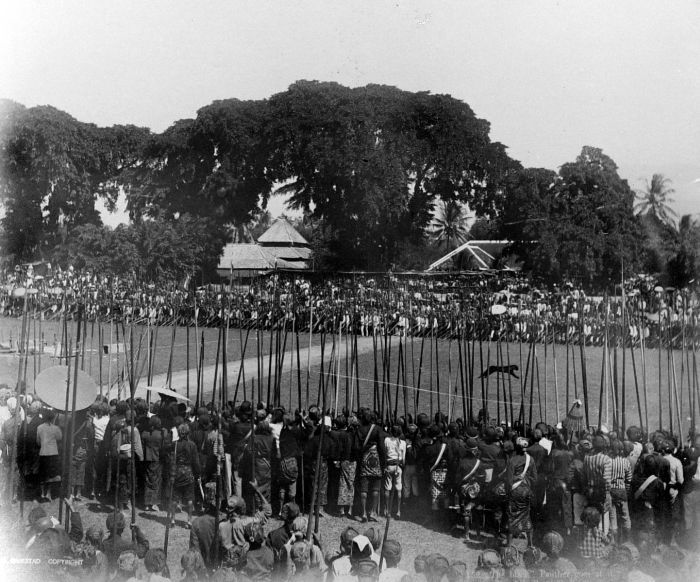
Prostranství s tygry obklopené kopiníky
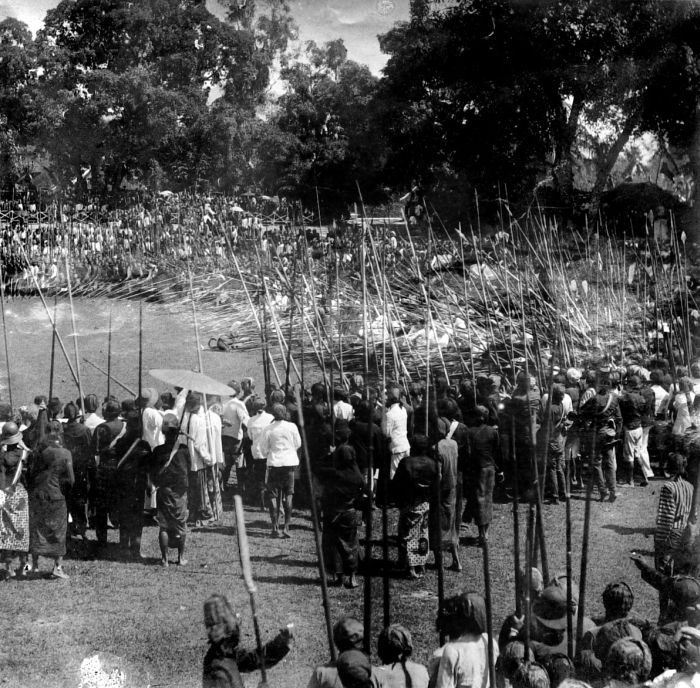
Zabití tygra

## Symbolika

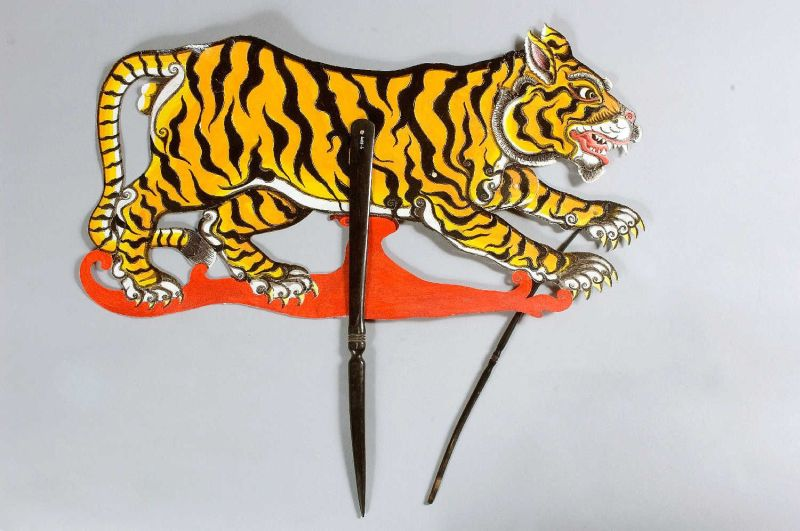
Tygr z divadla Wayang

V jávské kultuře má tygr silnou symboliku. Byl obvykle spojován s královskou hodností, díky neustálé snaze javánských úředníků (priyayi) popularizovat místní tradice jako Rampok macan nebo lovy na tygry však došlo k postupnému oslabení spojení mezi tygry a panovníky. Tygři jsou obecně v celé jihovýchodní Asii považováni za myslící zvířata žijící na rozhraní civilizace a volné přírody.
Když se tygři kvůli ztrátě lesů postupně stále více setkávali s lidmi, začala převažovat víra, že se jedná o nebezpečné zvíře a krutého zabijáka. Tato změna v myšlení byla způsobena i kontaktem s evropskými lovci, zodpovědnými za obraz tygra jako lidožravé bestie. Po vyhynutí této šelmy Jeffrey McNeely a Paul Wachtel v knize Duše tygra (Soul of the Tiger: Searching for Nature's Answers in Southeast Asia, 1988) konstatovali, že původní symbol síly přírody, tygr jávský, se stal symbolem ztraceného ráje. Vyhynutí tygra jávského je v jihovýchodní Asii bráno nejen jako ztráta jednoho druhu, ale jako symbol mizení divoké přírody.

## Vliteratuře
Tygři jsou zvířata, která se v jávské literatuře často objevují jako mystická či ve spojení s politikou. Tygrodlaci jsou zmiňováni v básni Serat Centhini z 19. století. Dětský příběh Sang Kancil, populární nejen na Malajském souostroví, vypráví o mazaném kančilovi (Tragulus javanicus), který obvykle napálí mnohem silnější zvířata. Tygr zde vystupuje jako domýšlivý král, jenž zneužívá své poddané a je rovněž kančilem oklamán. V evropských pramenech (cestopisech) ze 17. a 18. století je tygr jávský obvykle popisován jako mytický krvelačný tvor o velikosti velblouda či koně.

## Populární kultura
Tygr jávský je na Jávě často používán v reklamách jako symbol rychlosti a síly. Mimo to zde často lidé vlastní tygří amulety nebo symboly připomínající tygra, které vystavují v automobilech nebo ve výkladních skříních. Také ve stínovém divadle Wayang, velice populárním na Jávě a Bali, tvoří tygr jednu z mála zvířecích loutek.